# رادو لوپو
رادو لوپو (رومانیایی: Radu Lupu؛ زادهٔ ۳۰ نوامبر ۱۹۴۵ – ۱۷ آوریل ۲۰۲۲) یک موسیقی‌دان و نوازنده پیانو اهل رومانی بود.
وی دانش‌آموخته «دانشگاه ملی موسیقی بخارست» است و بعدها از شاگردان لئوپولد گودوفسکی شد.
راندو لوپو بابت هنر نوازندگی‌اش، تاکنون برندهٔ افتخارات و جوایزی همچون جایزهٔ «رقابت بین‌المللی پیانوی ژرژ انسکو»، «رقابت بین‌المللی پیانوی ون کلایبرن» و «رقابت بین‌المللی پیانوی لیدز» شده بود.

## مرگ
لوپو پس از یک بیماری طولانی در ۱۷ آوریل ۲۰۲۲ در سن ۷۶ سالگی در لوزان، سوئیس درگذشت.